# Sư Nhâm Đường, Nhật ký Ánh sáng
Sư Nhâm Đường, Nhật ký Ánh sáng (tiếng Anh: Saimdang, Light's Diary; tiếng Hàn: 사임당, 빛의 일기) là một bộ phim Hàn Quốc sắp được công chiếu với sự góp mặt của hai diễn viên nổi tiếng và gạo cội của Hàn Quốc Lee Young-ae và Song Seung-heon. Bộ phim chính là một cuốn biên niên sử ghi chép lại cuộc đời và sự nghiệp của Thân Sư Nhâm Đường, một nghệ sĩ và nhà thư pháp nổi tiếng thời Joseon sinh sống vào đầu thế kỷ 16. Bộ phim sẽ bắt đầu được phát sóng trên kênh SBS vào mỗi thứ Tư và thứ Năm hàng tuần vào lúc 22:00 (KST) từ tháng 1 năm 2017.

## Tóm tắt nội dung
Một giảng viên lịch sử và nghệ thuật học (Lee Young-ae thủ vai) đã tìm thấy một cuốn nhật ký của nhân vật lịch sử nổi tiếng Thân Sư Nhâm Đường (tiếng Hàn: 신사임당, Shin Saimdang) và giải mã được bí mật phía sau một bức chân dung bí ẩn. Từ đó, cô mới khám phá ra cuộc đời đầy phi thường của Sư Nhâm Đường, người mà sau này trở thành một nhà thơ trứ danh thời Joseon.

## Dàn diễn viên
Diễn viên chính
- Lee Young-ae vai Thân Sư Nhâm Đường / Seo Ji-yoon  
  - Park Hye-soo vai Thân Sư Nhâm Đường hồi nhỏ

Một nghệ sĩ, nhà thư pháp và triết học nổi tiếng. Lee Young-ae đồng thời cũng thủ vai Jiyoon, một nhà sử học thời hiện đại dạy môn nghệ thuật Hàn Quốc ở một trường đại học.
- Song Seung-heon vai Lee Gyum
  - Yang Se-jong vai Lee Gyum hồi nhỏ

Người tình của Sư Nhâm Đường; một họa sĩ quý tộc với một tâm hồn bay bổng.
- Oh Yoon-ah vai Whieumdang Choi
  - Yoon Ye-joo vai Whieumdang Choi hồi nhỏ

Đối thủ đáng gờm nhất của Sư Nhâm Đường.
- Kim Hae-sook vai bà của Sư Nhâm Đường.

Diễn viên phụ
- Yoon Da-hoon vai Lee Won-soo
- Choi Chul-ho vai Min Chi-hyung
- Choi Jong-hwan vai Min Jung-hak
- Yoon Suk-hwa vai Đoan Kính vương hậu
- Kim Mi-kyung vai Sun Gwang-jang
- Park Jung-hak
- Lee Joo-yeon
- Park Joon-myun vai Hyejung
- Kim Young-joon vai Nam Jo-gyo
- Hong Suk-chun vai Mongryung
- Sul Jung-hwan
- Jang Suh-kyung
- Song Joon-hee
- Kwak Ji-hye vai Yoobin